# Ayer (hrabstwo Middlesex)
Ayer – jednostka osadnicza w Stanach Zjednoczonych, w stanie Massachusetts, w hrabstwie Middlesex.